# ラルフ・E・ウィンタース
ラルフ・E・ウィンタース（Ralph E. Winters, 1909年6月17日 - 2004年2月26日）は、カナダ出身でアメリカ合衆国の映画業界で活動した編集技師である。

## 人物
1940年代よりキャリアが始まる。初めて手がけたメジャースタジオ作品はジョージ・キューカー監督の『ガス燈』（1944年）であった。
『キング・ソロモン』（1950年）と『ベン・ハー』（1959年）でアカデミー編集賞を2度受賞した。他に『クォ・ヴァディス』（1951年）、『掠奪された七人の花嫁』（1954年）、『グレートレース』（1965年）、『コッチおじさん』（1971年）でもノミネートされた。
ブレイク・エドワーズとのコラボレーションで知られ、『ピンクの豹』（1963年）、『テン』（1979年）、『ビクター/ビクトリア』（1982年）など12作品に参加している。最後に編集した映画は『カットスロート・アイランド』（1995年）であった。
アメリカ映画編集者協会の会員であり、1991年に生涯功労賞を受賞した。
2001年に回想録『Some Cutting Remarks: Seventy Years a Film Editor』が出版された。